# 시즈하타촌
시즈하타촌(일본어: 賤機村)은 일본 시즈오카현의 중부, 아베군에 속했던 촌이다. 현재의 시즈오카시 아오이구 남동부. 시즈하타산과 아베강 사이에 끼인 지역에 해당한다.

## 역사
- 1889년 4월 1일 - 정촌제 시행에 의해 아베군 시즈하타촌이 성립하였다.
- 1932년 4월 1일 - 시즈오카시에 편입해, 동일 시즈하타촌은 페지되었다.

## 교통

### 철도
- 아베철도
  - 아베 철도선 (1934년 11월 15일에 폐선)

## 참고 문헌
- 角川日本地名大辞典 22 静岡県